# De fire store (thrash metal)
 For alternative betydninger, se De fire store (flertydig). (Se også artikler, som begynder med De fire store)
The "big four" (eller "de fire store") inden for thrash metal er fire amerikanske bands, som dominerede den amerikanske thrash metal-scene op gennem 80'erne, og som betragtes som pionerer indenfor genren.
Selvom der i undergrunden er en del diskussioner, om hvilke fire bands der rent faktisk betragtes som de fire største, er den generelle konsensus at der er tale om Anthrax, Megadeth, Metallica og Slayer, selvom andre bands, hovedsageligt Exodus, nogle gange nævnes i stedet for Slayer.
En lignende gruppe er de fire store tyske thrash metal-bands Destruction, Kreator, Sodom, og Tankard som betragtes som pionerer indenfor teutonsk thrash metal.

## Baggrund

### Metallica
Thrash metal siges at have opstået i 1981. Dette år blev bandet Leather Charm dannet i det sydlige Californien. Bandet blev dog opløst igen efter kort tid, og sanger/guitarist James Hetfield fandt senere samme år trommeslageren Lars Ulrich, som han dannede thrash metal-bandet Metallica sammen med. De fandt hurtigt guitaristen Dave Mustaine og bassisten Ron McGovney – sidstnævnte blev hurtigt erstattet af Cliff Burton og Dave Mustaine blev erstattet af Kirk Hammett. Hetfield medbragte Leather Charm-sangen "Hit the Lights", som Metallica overtog, og derved blev en af de første thrash metal-sange nogensinde, ligesom bandet udgav nogle af de første thrash metal-demoer og i 1983 udgav albummet Kill 'Em All, som betragtes som verdens første thrash metal-album.
I 1986, samme år som bandet udgav deres gennembrud Master of Puppets, omkom Burton efter bandets tourbus forulykkede i Sverige. Jason Newsted blev valgt som afløser, og denne line-up udgav i 1988 albummet ...And Justice for All og senere, i 1991, det massivt populære Metallica. Derefter fulgte en årrække med mindre populære album, en retssag mod fildelingstjenesten Napster og uenigheder bandmedlemmerne imellem. Deres seneste album, Death Magnetic, med Robert Trujillo som ny bassist, blev udgivet i September 2008 og hyldet af mange, som bandets bedste album siden det "sorte album" fra 1991.

### Megadeth
I slutningen af marts 1983 kom Dave Mustaine fra Metallica, som på det tidspunkt var høj på stoffer,[kilde mangler] i slagsmål med James Hetfield da de var på turné ved USA's østkyst. Den følgende aften besluttede resten af bandet udenom Mustaine at smide ham ud af bandet, og han fik en busbillet tilbage til Californien, mens bandet hentede Kirk Hammett som substitut.
Efter sin uventede fyring fra Metallica stiftede Mustaine sit eget band, Megadeth, med det ene mål at overgå Metallica på alle områder. Han har selv udtalt:
| Citat                                    | Efter jeg blev fyret fra Metallica, er alt jeg husker at jeg ville se blod. Deres. Jeg ville være hurtigere og mere heavy end dem. | Citat |
| Dave Mustaine om fyringen fra Metallica. | |       |

Den første line-up bestod af Mustaine, bassist David Ellefson, guitarist Greg Handevidt og trommeslager Lee Rausch. I modsætning til Metallica har Megadeth haft en enorm mængde udskiftninger af deres medlemmer, og har i tidens løb haft 4 bassister, 9 trommeslagere og 10 guitarister – deriblandt Slayers Kerry King en kort overgang i midten af 80'erne – med Mustaine som det eneste permanente medlem (dog var Ellefson bassist fra dannelsen i 1983 og helt frem til 2002).
Bandet blev opløst i 2002 efter Mustaine havde pådraget sig en permanent skade i sin venstre arm, der gjorde ham ude af stand til at spille guitar. Efter flere års genoptræning gendannede han dog Megadeth i 2004, og bandet har siden da udgivet to yderligere album, hvoraf det seneste, United Abominations, blev udgivet i 2007.

### Anthrax
I 1981, omtrent samtidig med at James Hetfield skrev den efter sigende første thrash metal-sang nogensinde på USA's vestkyst, blev bandet Anthrax dannet af vennerne Scott Ian og Danny Lilker i New York City på østkysten. De fandt deres første forsanger Neil Turbin i august 1982, og bandet udgav deres første studiealbum, Fistful of Metal, året efter.
Turbin forlod dog allerede bandet igen i 1984, og bandets historie 20 år er derefter af mange blevet opdelt i to æraer efter forsanger: Med Joey Belladonna (1985 – 1992) ved mikrofonen nød bandet en stor succes i østkystens undergrund med udgivelsen af album som Spreading the Disease, Persistence of Time og det meget roste Among the Living.
Efter Belladonna forlod bandet i 1992, hyrede Anthrax i stedet John Bush (1992 – 2004). Med Bush som forsanger udgav Anthrax fire album, deriblandt Sound of White Noise og We've Come for You All, med mere seriøse undertoner, og en større mainstreamappeal, end i tiden med Belladonna.
I 2005 blev næsten alle medlemmer af bandet udskiftet, og erstattet af den gamle Among the Living-line-up, som turnerede de følgende to år, hvorefter rytmeguitarist Ian – bandets eneste permanente medlem – fandt nye musikere til bandet, deriblandt Dan Nelson som ny forsanger. Nelson forlod bandet igen i juli 2009.

### Slayer
Slayer blev dannet i 1981 af guitaristerne Jeff Hanneman og Kerry King, som hurtigt fandt Tom Araya som bassist/sanger og Dave Lombardo som trommeslager. Bandet begyndte sin karriere ved at spille coverversioner af Judas Priest- og Iron Maiden-sange, og udgav deres første album, det NWOBHM-inspirerede Show No Mercy, i december 1983.
Efter en ep, Haunting the Chapel, og et studiealbum, Hell Awaits, som begge viste bandets fascination af ondskab, Satan og helvede, udgav bandet i 1986 deres første thrash metal-udgivelse: albummet Reign in Blood. Albummet, som var produceret af den anerkendte producer Rick Rubin, blev voldsomt rost af anmelderne for at være en milepæl indenfor thrash metal-genren.
I kølvandet på udgivelsen af Reign in Blood forlod trommeslager Lombardo en overgang bandet, men vendte tilbage i 1987. Bandet forblev samlet i flere år, og udgav andre anmelderroste album såsom South of Heaven og Seasons in the Abyss før Lombardo igen forlod bandet i 1992 bl.a. fordi han ikke måtte tage sin kone med på bandets turnéer.
I stedet valgte bandet at hyre Paul Bostaph som ny trommeslager, og Slayer udgav herefter flere album, deriblandt Diabolus in Musica og det stort anlagte God Hates Us All, som alle viste en mere kommerciel tilgang til bandets karakteristiske thrash metal.
Lombardo vendte tilbage som trommeslager i 2002. Han var efterfølgende med til at indspille to albummer Christ Illusion i 2006 og World Painted Blood i 2009.

### Exodus
Sammenlignet med de fire store, blev Exodus dannet endnu tidligere, i 1980, trommeslager Tom Hunting og den senere Metallica-guitarist Kirk Hammett. Ligesom Anthrax har bandet haft flere store forsangere, Paul Baloff (1981 – 1986, 1997 – 2002) og Steve Souza (1986 – 1992, 2002 – 2004). I modsætning til de fire store har dog ikke nogle medlemmer som har været permanente: Hunting forlod bandet i 1989, men kom senere tilbage i 1997 blot for at forlade det igen i 2005. Han vendte dog igen tilbage i 2007, og er stadig bandets trommeslager. Hammett forlod bandet i 1983, før de nåede at udgive nogle album, for i stedet at tilslutte sig Metallica, som på det tidspunkt havde smidt Dave Mustaine ud af deres band. Guitarist Gary Holt har dog været med i bandet fra 1982 og frem til i dag, og er dermed det tætteste Exodus har på et permanent medlem.

## Forbindelser
De fire store thrash-bands (og Exodus) er på mange måder tæt forbundet: Megadeth blev stiftet af Dave Mustaine, en eks-Metallica guitarist, og havde en overgang en af Slayers guitarister, Kerry King. Omvendt er Slayers tidligere trommeslager Paul Bostaph efterfølgende blevet hyret af Exodus, ligesom Exodus' oprindelige guitarist Kirk Hammett kom til at efterfølge Mustaine i Metallica.
Det eneste af de fire store bands, som ikke er lige så tæt forbundet, er Anthrax, hvilket kan skyldes at de holdt til i New York City, hvorimod både Metallica, Megadeth, Slayer og Exodus startede deres karrierer i Californien i den anden ende af landet. Anthrax har så til gengæld delt medlemmer med betydningsfulde thrash metal-bands fra østkysten, såsom Stormtroopers of Death, M.O.D. og Overkill.
Megadeth, Slayer og Anthrax har spillet sammen på Clash of the Titans-turnéen i maj 1991

## Fodnoter
1. 1 2  "Urban Dictionary: "Big four of thrash"". Arkiveret fra originalen 29. september 2007. Hentet 30. november 2008.
2. ↑  Eraser Online: Thrash metal via archive.org.
3. ↑  Walser, Robert (1993). Running with the Devil: Power, Gender, and Madness in Heavy Metal Music. s. 14 Wesleyan University Press. ISBN 0-8195-6260-2
4. 1 2  "Wall of Metal: What is thrash metal". Arkiveret fra originalen 7. december 2008. Hentet 30. november 2008.
5. ↑  "100 Greatest Thrash Metal Songs". Arkiveret fra originalen 17. december 2008. Hentet 30. november 2008.
6. ↑  Hit the Lights Arkiveret 24. december 2008 hos  Wayback Machine på Encyclopaedia Metallum
7. ↑  "About.com: What is thrash metal?". Arkiveret fra originalen 19. marts 2012. Hentet 30. november 2008.
8. ↑  Read more about Metallica Arkiveret 24. december 2008 hos  Wayback Machine på Encyclopaedia Metallum.
9. ↑  "Killing Is My Business... and Business Is Good" remastered album notes. May 2002, Loud Records, 9046-2.
10. ↑  Anmeldelse af Among the Living på Allmusic.com.
11. ↑  "Why They Rule - #6 Slayer". MTV. Arkiveret fra originalen 8. maj 2015. Hentet 2006-01-18.
12. ↑  D. Spense, T. Ed (2007-01-19). "IGN Top 25 Metal Albums". IGN. Arkiveret fra originalen 28. januar 2011. Hentet 2007-01-26.
13. ↑  Patrizio, Andy (2006-08-14). "Meet the new Slayer, same as the old Slayer". IGN. Arkiveret fra originalen 22. juni 2013. Hentet 2006-12-01.
14. ↑  Read more about Exodus Arkiveret 21. december 2007 hos  Wayback Machine på Encyclopaedia Metallum